# Auguste Cornaz
Auguste Cornaz (* 28. Juli 1834 in Ballaigues, Kanton Waadt; † 13. Mai 1896 in Lausanne, Kanton Waadt; heimatberechtigt in Moudon und ab 1871 in La Chaux-de-Fonds) war ein Schweizer Politiker der Radikalen, der unter anderem fünf Mal (1874 bis 1875, 1879 bis 1880, 1884 bis 1885, 1886 bis 1887 sowie 1891 bis 1892) Präsident des Staatsrates des Kantons Neuenburg war. Er war ferner von 1867 bis 1868 sowie erneut zwischen 1876 und 1893 Mitglied des Ständerates und fungierte von 1881 bis 1882 als Präsident des Ständerates. Zuletzt war er von 1893 bis zu seinem Tode 1896 Richter am Schweiz Bundesgericht.

## Leben
Auguste Cornaz, Sohn des Pfarrers Charles-Antoine-Samuel und der Benjamine Cornaz, geborene Langin, begann 1852 ein Studium der Rechtswissenschaften an der Universität Lausanne, welches er zwischen 1854 und 1855 an der Ludwig-Maximilians-Universität München fortsetzte. Anschliessend unterrichtete zwischen 1855 und 1857 am Gymnasium in Moudon und trat dann in Bern eine Stelle als Übersetzer des Nationalrats, der grossen Kammer der Schweizer Bundesversammlung an, die er bis 1864 innehatte. Zugleich war er auch als Redaktor der radikalen Zeitung „La Suisse“ tätig, die er von 1857 bis 1860 als Chefredakteur leitete. 1859 begleitete er den Nationalrat Caspar de Latour als Sekretär nach Neapel zu den Verhandlungen über die Entlassung der vier Schweizer Regimenter, die nach dem Verbot der fremden Dienste noch im Sold des Königreichs beider Sizilien standen. Nachdem er sich 1860 in La Chaux-de-Fonds niedergelassen hatte, arbeitete er von 1860 bis 1864 als Redakteur des „National Suisse“, des Organs der Neuenburger radikalen Partei. 1863 war er Generalsekretär des Organisationskomitees des Eidgenössischen Schützenfestes und im Anschluss zwischen 1864 und 1872 als Rechtsanwalt tätig. In dieser Zeit begann er auch sein politisches Engagement für die Radikalen als Mitglied im Grossen Rat, dem Parlament des Kantons Neuenburg, dem er von 1862 bis 1868 und erneut zwischen 1871 und 1872 angehörte.
Am 6. März 1867 wurde Cornaz für die Freisinnige Linke (FL) als einer der beiden Vertreter des Kantons Neuenburg erstmals Mitglied des Ständerates und gehörte diesem zunächst bis zum 1. Juli 1868 an. Er wurde am 18. Dezember 1872 Mitglied des Staatsrates des Kantons Neuenburg, der Regierung dieses Kantons, und gehörte dieser als Vorsteher des Departements für Justiz und Polizei bis zum 25. September 1893 an. Er hatte 1883 massgeblichen Anteil an der Gründung der zweiten Neuenburger Kantonalbank und 1884 am Kauf der zwischen Le Locle und Neuenburg verkehrenden Neuenburger Jurabahn (Jura neuchâtelois) durch den Kanton. Als anerkannter Strafrechtler verfasste er die Neuenburger Strafprozessordnung von 1874, die Zivilprozessordnung von 1876, das neue Strafrecht von 1891 sowie die neue Strafprozessordnung von 1893. Während seiner Mitgliedschaft im Staatsrat fungierte er fünf Mal als Präsident und damit als Vorsteher der Kantonsregierung. Als Nachfolger von Émile Tripet wurde er 1874 erstmals Präsident und bekleidete dieses Amt bis zu seiner Ablösung durch Louis Clerc-Leuba 1875. 1879 löste er abermals Émile Tripet ab und war bis zu seiner  Ablösung durch Robert Comtesse 1880 zum zweiten Mal Präsident des Staatsrates. 1884 wurde er als Nachfolger von Robert Comtesse Vorsteher der Kantonsregierung und bekleidete das Amt bis 1885, woraufhin Robert Comtesse ihn auch wieder ablöste. 1886 übernahm er wieder von Comtesse das Amt des Präsidenten und hatte dieses bis zu seiner Ablösung durch Charles Alfred Petitpierre-Steiger 1886 inne. Zuletzt wurde er 1891 als Nachfolger von John Clerc zum fünften Mal Vorsteher der Kantonsregierung und wurde in dieser Funktion 1892 noch einmal von Charles Alfred Petitpierre-Steiger abgelöst.
Neben seiner Mitgliedschaft im Neuenburger Staatsrat wurde Auguste Cornaz am 6. März 1876 erneut einer der beiden Vertreter im Ständerat, dem er nunmehr bis 3. Dezember 1893 angehörte. Während der 12. Legislaturperiode übernahm er als Nachfolger von Johann Karl Kappeler am 5. Dezember 1881 das Amt als Präsident des Ständerates und hatte dieses bis zu seiner Ablösung durch Wilhelm Vigier am 5. Juni 1882 inne. Neben seinen politischen Tätigkeiten war er seit 1877 Grossrichter der Schweizer Armee und wurde als solcher 1890 zum Oberst befördert. Nach seinem Ausscheiden aus dem Ständerat und dem Neuenburger Staatsrat wurde er 1893 Richter am Schweiz Bundesgericht und war dort bis zu seinem Tode 1896 tätig.